# كاثرين شكدم
كاثرين بيريز شِكدَم صحفية ومحللة سياسية فرنسية ومعلّقة ومتخصصة في شؤون الشرق الأوسط والشؤون الإسلامية. شكدم عُرفت بأنها جاسوسة لصالح الموساد وهي مستشارة سابقة لمجلس الأمن الدولي بشأن اليمن وهي خبيرة في الإرهاب الإسلامي والتطرف ومعاداة السامية.

## الحياة الشخصية
ولدت شكدم لعائلة يهودية علمانية في فرنسا، واعتنقت الإسلام فيما بعد عندما تزوجت من رجل مسلم من اليمن. أصبحت مسلمة شيعية وكتبت عدة كتب والعديد من المقالات عن الإسلام الشيعي.
قبل أن تصبح صحفية بدوام كامل، عملت في Wikistrat ، وهي شركة جيوستراتيجية وتحليل إسرائيلية، لمدة سبع سنوات. كتبت على نطاق واسع لمجلس الشؤون الدولية الروسي، طهران تايمز، IRIB ، المجلة، برس تي في، هاف بوست، فورين بوليسي أسوسيشن، يمن بوست، اليمن اليوم، أوسلو تايمز، يور ميدل إيست، جارديان المملكة المتحدة، الولايات المتحدة إندبندنت، آر تي، مهر نيوز، تسنيم نيوز، فورين بوليسي جورنال، ذا دوران، مينت برس نيوز، أمريكان هيرالد تريبيون، أوبن ديموقراطية، عصر التأمل وغيرها الكثير. وکانت تعمل مع معهد شفقنا لدراسات الشرق الأوسط في المملكة المتحدة من 2015 إلى 2017.
شكدم هو أيضًا العضو المنتدب لشركة Access Media، وتعمل كمستشار خاص لمنطقة الشرق الأوسط للأمير علي سراج من أفغانستان. هي مديرة ومؤسس شركة Veritas-Consulting.

## فی ایران
سافر شكدم إلى إيران 5 مرات (2015-2018) لمدة 18 يومًا وأصبح كاتبًا منتظمًا في العديد من وكالات الأنباء اليمينية الإيرانية مثل أخبار مشرق، وتسنيم نيوز، ومهر نيوز، وحتى موقع المرشد الأعلى الإيراني «خامنئي.إير». في تشرين الثاني (نوفمبر) 2021، كتبت شكدام في مدونتها في تايمز أوف إسرائيل أنها مطلقة ولم تعد مسلمة. وألمحت إلى أن شخصيتها الإسلامية المتطرفة تهدف إلى التسلل إلى إيران ودول إسلامية أخرى.
سافرت شكدم إلى إيران في عام 2017 والتقت بالمرشح آنذاك إبراهيم رئيسي. رافقت رئيسي في رحلاته إلى رشت وجلست معه حصريًا لإجراء مقابلة. وكتبت شكدم في مدونتها أن السلطات الإيرانية وثقت بها بسبب جنسيتها الفرنسية وزواجها من رجل مسلم. كتبت أنها تلقت دعوة من أحد الأشخاص المهمين في الثورة الذين درسوا في الولايات المتحدة.
في شباط (فبراير) 2022، كتبت قناة Telegram التي تدعم الرئيس الإيراني السابق محمود أحمدي نجاد مقالاً يستند إلى تدوينة في أوقات إسرائيل تفيد بأن أعلى مستوى من الحكومة الإيرانية قد تم اختراقه من قبل جواسيس إسرائيليين. قامت العديد من وكالات الأنباء اليمينية الإيرانية على الفور بحذف جميع المقالات التي كتبها شكدم ونفت أي تعاون.

كتبت شكدم في مدونتها أنها تمقت ازدراء الإسلام للمرأة. وأضافت أنها قبل زيارتها لإيران لم تجادل ولم تكشف عن نواياها الحقيقية.
تعرضت المقالات والقطع المتطرفة التي كتبتها شكدم لانتقادات شديدة من قبل العديد من المنظمات اليهودية مثل رابطة مكافحة التشهير (ADL) و MEMRI دون ذكر أصلها اليهودي.

## تالیفات
- شكدم، سي (2015). نهضة شبه الجزيرة العربية: تحت راية الإمام الأول. (n.p.): CreateSpace Independent Publishing Platform ، ISBN 978-1-5176-3904-4
- شكدم، سي (2016). من مكة إلى سهل كربلاء: السير مع بيت النبي. (n.p.): منصة النشر المستقلة CreateSpace. ردمك 9781539509264.
- شكدم، سي (2016). حكاية المقاومة الكبرى: اليمن والوهابية وآل سعود. (n.p.): منصة النشر المستقلة CreateSpace. ردمك 9781539585589.

## انظر ایضا
- إيلي كوهين